# 锡伯语

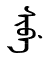
锡伯文“锡伯”：，转写：sibe。

錫伯語（转写：sibe gisun）是中华人民共和国境内的少数民族锡伯族的民族通用語言，主要通行於新疆维吾尔自治区伊犁哈萨克自治州的察布查尔锡伯自治县、霍城县、巩留县和塔城市，約有2.7萬錫伯人使用。“锡伯”历史上还出现过“胥纰”、“犀毗”、“师比”、“失比”、“犀比”、“席北”、“西北”、“西百”、“西博”等多个别称。此外「鮮卑」、「西伯利亞/鮮卑利亞」發音相近，很可能也有某種互動關係。

## 歷史與演進
1635年，皇太极归纳当时后金国（今中国东北地区、俄罗斯远东地区及蒙古国极东省份）境内的各族各部居民于“满洲”的称呼下，锡伯部（即早期的锡伯族）亦是其中的一部。锡伯人分别被编入蒙古八旗和满洲八旗。
满语便由建州部女真语为基础，逐步吸收满洲八旗制度下的36个部落氏族的语言发展壮大，乃至汲取了少数蒙古人的蒙古语、汉人的汉语、朝鲜人和俄罗斯人的俄罗斯语词汇。这36个部落氏族的其中一部，世居辽北的锡伯部的原有语言锡伯语和当时辽东的建州女真语极其相似，只是在借词方面偏重于蒙古语，而建州人由于与明朝汉人接触相对较多而多采用汉语借词。
一部分锡伯人随着清军入关，被分配到了全国各地，这些人多在八旗制度下满化，今日多在民族身份方面认同满族。1692年清圣祖康熙帝收复锡伯全部，从此锡伯语言的历史发展与满语的历史发展画等号。
1764年至1766年间清高宗乾隆帝将东北地区的部分锡伯人西迁至新征服的准噶尔故地，西域新疆伊犁河南岸的伊宁地区。在八旗制度下屯兵驻军，负责清代西北边疆地区的开发与防守。在西迁的过程中，由于西迁后的居地居民多为蒙古族，所以吸取了许多蒙古语借词。留在东北的锡伯人在语言方面从明末以蒙古语为主导（明末居地曾被蒙古人管辖）转向清初以满语为主导，又于清朝中后期一同满洲的其他各部逐渐被汉化。东北锡伯语最后在民国、共和国时期走向灭亡。而远驻西域新疆的锡伯人由于集中聚居，族人又长期属于军事统治阶级，与被统治阶级的其他民族接触甚少，所以较好地保留了锡伯语。东北锡伯语与新疆锡伯语有过一定的地区方言特征，但因东北锡伯语口语已经灭亡，又没有留下很多关于东北锡伯语口语特征的文献记载，所以不容易考证。
目前一般认为，锡伯语是一种独立于满语的满-通古斯语系语言，在1764年迁徙到新疆后，又独立演化了两百余年。罗杰瑞等研究者认为锡伯语是满语的一种方言，也有锡伯语学者认为应将锡伯语视作满语的“后代”。现今的新疆锡伯语属于通古斯语族南通古斯语支西南通古斯语支（别称：满语支）的南满语语音音系。而在黑龙江省保存下来的三家子村满语和五家子村满语属于北满语语音音系。锡伯语下分东北锡伯语口语和新疆锡伯语口语两个方言。现存的新疆锡伯语口语下分为察布查尔土语、孙扎齐土语、伊车嘎善土语和塔城土语四个土语。其中以使用人口最多又有《民族区域自治法》的保障的察布查尔土语为锡伯语口语标准。塔城土语由于地区偏北偏远与其他三个土语的分布地区往来较少，所以和察布查尔土语分歧最多但多不影响语言的相通。现今分布中、俄、蒙三国的通古斯语言中察布查尔锡伯语是生命力最强的一个语言。根据2000年第五次全国人口普查统计数据，全中国大陆地区有锡伯族约18.9万人，新疆有3.2万人，约2.4万人懂本民族语言，察布查尔县有2万人，约1.6万人懂本民族语言。新疆境内（以察布查尔县为主）另外还有一些汉族、哈萨克族、维吾尔族、达斡尔族、回族和蒙古族居民在日常生活中多少掌握使用简单的锡伯语进行交流。察布查尔县锡伯族除锡语外还多少兼懂汉、维、哈三语，少数还会达斡尔语、俄罗斯语和蒙古语。
锡伯语（满语亦有相同的情况）历来存在口语和书面语的差别。书面语是满语在清朝初、中期规范化的结果，锡伯语书面语长期与满语书面语保持一致。至民国时期，锡伯人一般仍认为自己使用的是满语满文。三区革命至察布查尔锡伯自治县成立时期，一部分锡伯人官员和文化人决定将本民族语文定为与满语满文不同的锡伯语文。1947年，伊宁市锡索满文化协会进行了文字改革，制定了锡伯文。1947年新疆省宁西市（今伊宁市）的一些锡伯族知识分子组织了锡伯索伦文化协会，修改了锡伯语书面语。在满文书面语的基础上做出了如下修改：删除了元音字母ᡡ（转写：ū/v）；增添了ᠸᡳ（转写：wi）、ᠸᠣ（转写：wo）、ᠸᡠ（转写：wu）三个先前“有其音但无其字”的音节字母的词首、词中写法；规范了ᡶᠠ᠊（转写：fa）和ᡶᡝ᠊（转写：fe）的词首、词中写法；规范了字母᠊ᡲ᠊（转写：-j-）在词中的写法使其与词首写法ᡲ᠊（转写：j-）一致；词中闭音节，即词中后跟辅音字母时，采用单牙双点᠊ᡣ᠋᠊（转写：-k-）而非满文的双牙每牙各一点的写法᠊ᡴ᠋᠊（转写：-k-）。但此时期民间主流仍然是使用传统满文。至1964年，锡伯文出版物尽管在正字法上使用锡伯文标准，但使用的词汇等仍主要为传统满文。此后至80年代初，由于政治原因，锡伯文教育中断，产生了很多锡伯文盲的锡伯语使用者。80年代后的锡伯文出版物较之前的有更多的汉语借词。:86-89

## 语音
锡伯语和满语还能互通，不过两者在词法、元音和谐上有差别。
关于锡伯语的语音，不同的研究有各自的结论。下文所述为其中一种。

### 辅音
|        |            | 唇音 | 齿龈音 | 腭化齿龈音 | 卷舌音 | 軟顎音 | 小舌音 |
| ------ | ---------- | ---- | ------ | ---------- | ------ | ------ | ------ |
| 鼻音   | 鼻音       | m    | n      |            |        | ŋ      |        |
| 塞音   | 送气清音   | pʰ   | tʰ     |            |        | kʰ     | qʰ     |
| 塞音   | 不送气清音 | p    | t      |            |        | k      | q      |
| 塞擦音 | 送气清音   |      | (ʦʰ)   | ʨʰ         | t͡ʂʰ    |        |        |
| 塞擦音 | 不送气清音 |      | (ʦ)    | ʨ          | t͡ʂ     |        |        |
| 擦音   | 清音       | f    | s      | ɕ          | ʂ      | x      | χ      |
| 擦音   | 浊音       | v    |        |            | (ʐ)    |        |        |
| 顫音   | 顫音       |      | r      |            |        |        |        |
| 近音   | 近音       | w    | l      | j          |        |        |        |

- /ʦʰ, ʦ, ʐ/只用于借词。
- 擦音/s, ɕ, x, χ/在两个元音之间和一些其他情况下会浊化成[z, ʑ, ɣ, ʁ]。
- 擦音/x, χ/在响音后一般浊化为[ɣ, ʁ]。
- 擦音/s, ɕ/在词中一般浊化为[z, ʑ]。
- /m/后接/v/时可实现为唇齿音[ɱ]。

### 元音
錫伯語有8個元音，多于滿語书面语的6個元音。
| 前元音 | 前元音 | 央元音 | 後元音 |
| ------ | ------ | ------ | ------ |
| 不圆唇 | 圆唇   | 不圆唇 | 圆唇   |
| i      | y      |        | u      |
|        |        | ə      |        |
| ɛ      | œ      | a      | ɔ      |

- /œ/、/ə/、/o/的同位异音分别有[ø]、[ɤ]、[ɔ]。[10]

### 元音颚化
锡伯语中有元音颚化现象。元音颚化主要在元音/i/前后产生。例如满语书面语ᠠᠮᠠᡵᡤᡳ（amargi，北）在锡伯语口语中发音为/ɛmirgi/或/ɛⁱmirgi/；ᡩᠣᠪᡳ（dobi，狐狸）在锡伯语发音为/døf/或/düəf/。:24

## 词法
锡伯语有7种格语素，其中3个与现代满语有相当大的不同。主要由于许多后缀的状态，锡伯语口语中具体哪些语素为格标记，具有争议。通古斯语言的格标记与后置介词的1分野向来有争议。锡伯语有4个格标记与满语相似（主格、属格、与-方位格、宾格），另外3个则与邻近的维吾尔语、哈萨克语和卫拉特蒙古语相似。:48-69
| 格          | 后缀   | 词例      | 词义         |
| ----------- | ------ | --------- | ------------ |
| 主格        | -∅     | ɢazn-∅    | 村           |
| 属格        | -i     | ɢazn-i    | 村子的       |
| 与-方位格   | -də/-t | ɢazn-t    | 到村子       |
| 宾格        | -f/-və | ɢazn-və   | 村子（宾语） |
| 离格        | -dəri  | ɢazn-dəri | 从村子       |
| 携格        | -ći    | ɢazn-ći   | 向村子       |
| 工具-协同格 | -maq   | ɢazn-maq  | 与村子       |

## 词汇
锡伯语的词汇主要继承自满语；借词最主要的来源是汉语，例如大量的社会学术语，尤其是政治类词汇。如gəming（革命）、zhuxi（|主席）:216）和经济方面（如chūna（出纳）、daikuan（贷款）。书面锡伯语比较保守，不太接受借词的使用，而锡伯语口语则有更多的汉语借词，如nan（男），而非满语niyalma。来自俄语的借词也有不少，如konsul（“领事”，来自）、mashina（“织布机”，来自）。新疆的其他语言贡献的词汇主要是文化词，如来自维吾尔语的namas（清真餐）、来自哈萨克语的baige（赛马）。

## 文字
锡伯文字母是在滿文字母基础上略加改造而成的。

## 使用情况
中共察布查尔县委主办了锡伯语报纸《察布查尔报》，每周出版两次。伊犁師範學院提供錫伯語作為第二語言的課程 （页面存档备份，存于）。

## 脚注
1. ↑  Li & Zhong (1986)
2. ↑  S. Robert Ramsey. . Princeton University Press. 1987: 216–. ISBN 0-691-01468-X.
3. 1 2  锡伯语于《民族语》的链接（第18版，2015年）
4. ↑  Hammarström, Harald; Forkel, Robert; Haspelmath, Martin; Bank, Sebastian (编). . . Jena: Max Planck Institute for the Science of Human History. 2016.
5. ↑  UNESCO Atlas of the World's Languages in danger, UNESCO
6. 1 2 3 4  Gorelova, Liliya. . Atabaki, Touraj; O'Kane, John  (编). . London: Tauris Academic Studies. : 327–329 （英语）.
7. 1 2  佟克力.  (PDF). 满族研究. 2006, (4)  [2024-04-22]. （原始内容存档 (PDF)于2024-01-22）.
8. ↑  Gordon (2005)，Xibe
9. ↑  Ramsey (1989), p. 215
10. ↑  Li & Zhong 1986.
11. 1 2  Zikmundova, Veronika. . Prague: Karolinum Press. 2013 （英语）.
12. ↑  Ramsey (1989)
13. ↑  Guo (2007)